# OpenCoffee Club
L'OpenCoffee Club è un caso concreto del concetto di Conoscenza aperta nato nel 2007 a Londra da Saul Klein, uno dei fondatori di Skype. L'obiettivo è di incoraggiare imprenditori, sviluppatori e investitori a conoscersi reciprocamente in incontri informali in modo che l'industria degli investimenti diventi più trasparente così da incoraggiare l'Imprenditoria elettronica.
Gli incontri si tengono in tutto il mondo ogni settimana in oltre 100 posti con contenuti e tempi diversi da città a città.